# Schweizerischer Nationalpark
Der Schweizerische Nationalpark (Eigenschreibweise rätoromanisch: Parc Naziunal Svizzerⓘ, italienisch Parco Nazionale Svizzero, französisch Parc National Suisse) liegt im Kanton Graubünden in der östlichsten Ecke der Schweiz im Viereck Zernez–S-chanf–Ofenpass–Scuol im Engadin. Er liegt auf dem Boden der Gemeinden Zernez (Anteil 116,82 km² = 68,6 %), S-chanf (Anteil 23 km² = 13,5 %), Scuol (Anteil 22,48 km² = 13,2 %) und Val Müstair (Anteil 8 km² = 4,7 %).
Gemäss internationaler Naturschutzunion (IUCN) ist der Schweizerische Nationalpark ein Reservat der Kategorie Ia (höchste Schutzklasse, Wildnisgebiet). Mit seinem Gründungsjahr 1914 ist er der älteste Nationalpark der Alpen und Mitteleuropas.
Er ist seit 1979 ein UNESCO-Biosphärenreservat und mit seiner heutigen Fläche von 170,3 km² zugleich das grösste Naturschutzgebiet des Landes. Er wird von einer öffentlich-rechtlichen Stiftung mit Sitz in Bern geführt. Die Verwaltung ist im Schloss Planta-Wildenberg in Zernez beheimatet. Direktor des Schweizerischen Nationalparks ist seit Oktober 2019 Ruedi Haller.
Der Nationalpark umfasst Höhenlagen von 1400 bis 3174 m ü. M. (Piz Pisoc), der Grossteil liegt in der Subalpinstufe. Ein Drittel des Parkgebiets wird von Wald bedeckt, 20 % von Alpen und Wiesen, der Rest besteht aus vegetationsfreien Flächen: Fels, Geröll, Schnee, Eis und Wasser. Berg- und Legföhre sind mit 90 % die dominanten Baumarten, ein Viertel des Baumbestands besteht aus Totholz – Tendenz steigend, da das Verrotten über 100 Jahre dauern kann.
Der Park steht überwiegend auf Engadiner Dolomit und ist von daher eher trocken. Der Temperaturjahresdurchschnitt liegt bei 0 °C, der Jahresniederschlag um 1140 mm, die Anzahl der Sonnenscheinstunden im Jahr bei rund 1900.
Durch das Gebiet führen die fünfte und sechste Etappe des Nationalpark-Panoramawegs (regionale Route 45).

## Ziele des Nationalparks

Nationalpark, Blick nach Osten: Il fuorn, Piz Nair. Historisches Luftbild von Werner Friedli (1954)

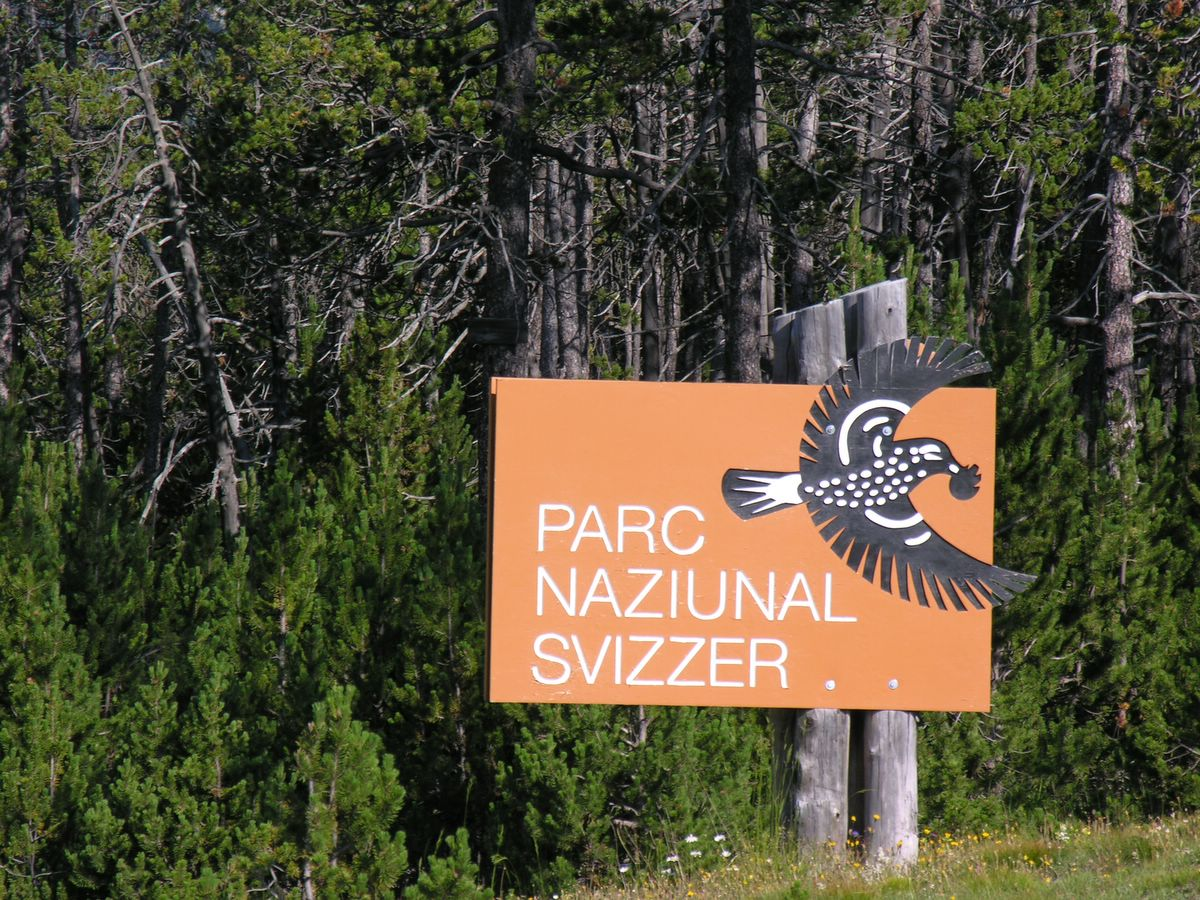
Eingangstafel (auf Rätoromanisch)

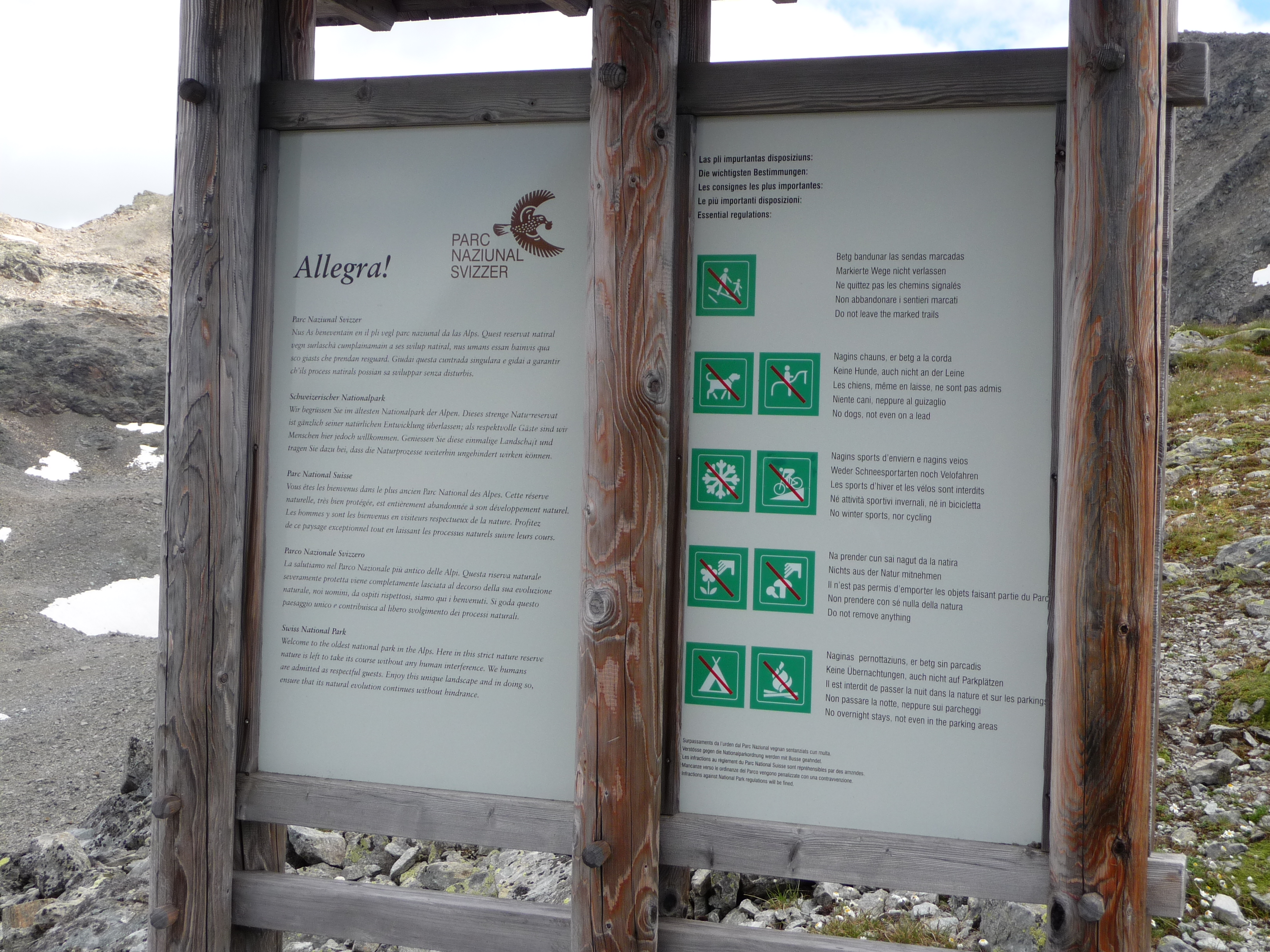
Hinweistafel Schweizerischer Nationalpark an der Fuorcletta da Barcli, Macun

Der bislang einzige Nationalpark der Schweiz verfolgt drei Ziele: Naturschutz, Forschung und Information. Aus diesen ergibt sich als viertes die Hinführung des Besuchers zum praktischen Naturschutz am erlebten Beispiel eines Totalreservats.
An erster Stelle steht dabei der Gedanke eines umfassenden Naturschutzes. Im Park wird die Natur ihrer uneingeschränkten Entwicklung überlassen; weder ist es erlaubt, die markierten Wege zu verlassen, etwas mit nach Hause zu nehmen, zu lagern, Feuer zu entfachen und zu übernachten, noch werden Tiere gejagt, Bäume gefällt oder Wiesen gemäht. Langfristig sollen wieder jene Zustände erreicht werden, wie sie vor dem Eintreffen des Menschen vor rund 5000 Jahren überall geherrscht haben. Der Mensch soll hier nur Beobachter auf vorgegebenen Pfaden bleiben, damit sich die eindrückliche alpine Landschaft in ihren eigenen dynamischen Prozessen entwickeln kann. Zwar führt die Ofenpassstrasse in den Vinschgau durch den Park, aber grosse Bereiche sind nur zu Fuss erreichbar und mehrere der über 20 Täler für den Menschen komplett gesperrt. Sie dienen unter anderem als Ruhezonen für das Wild.

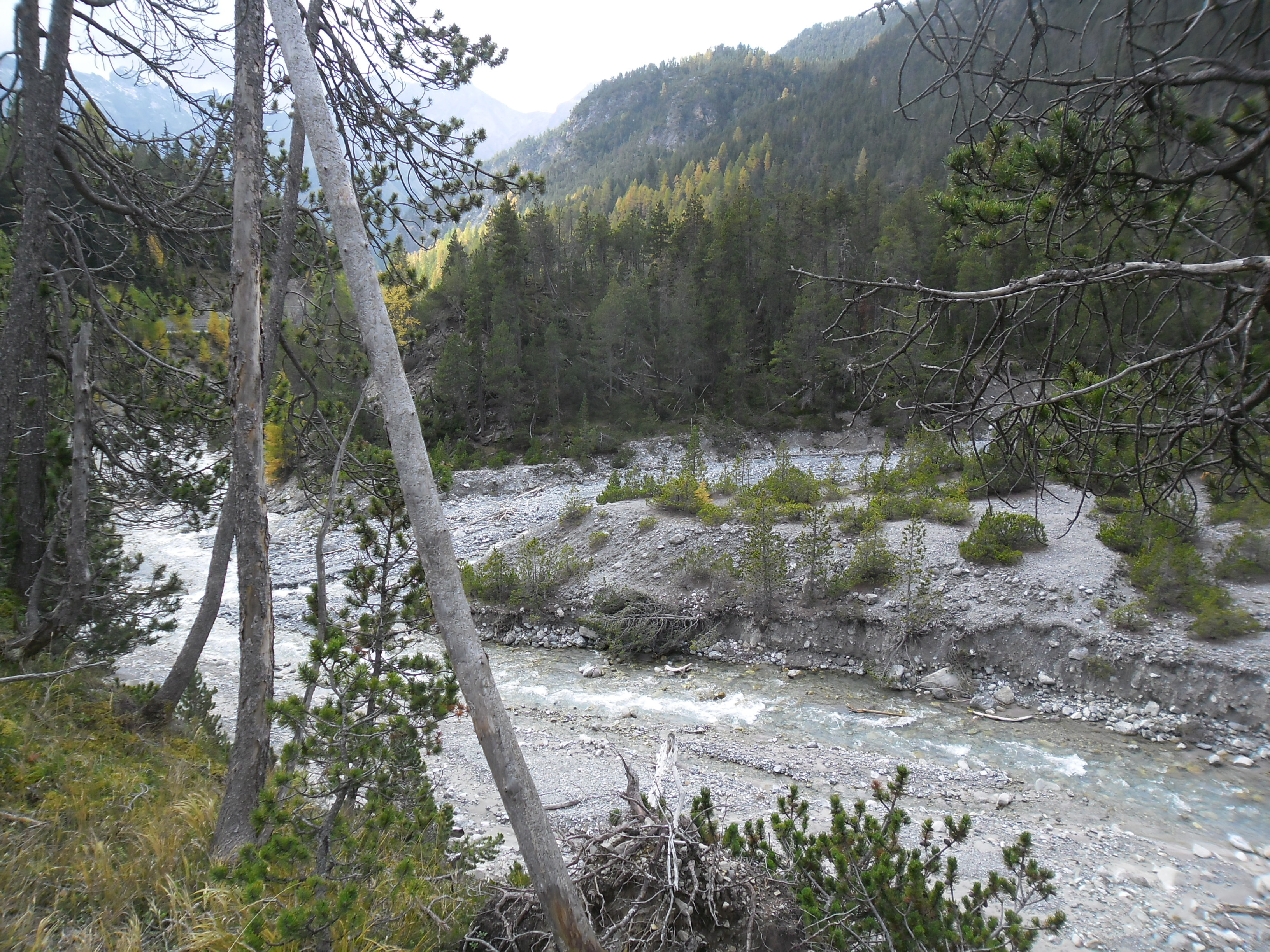
Der Nationalpark der Schweiz …

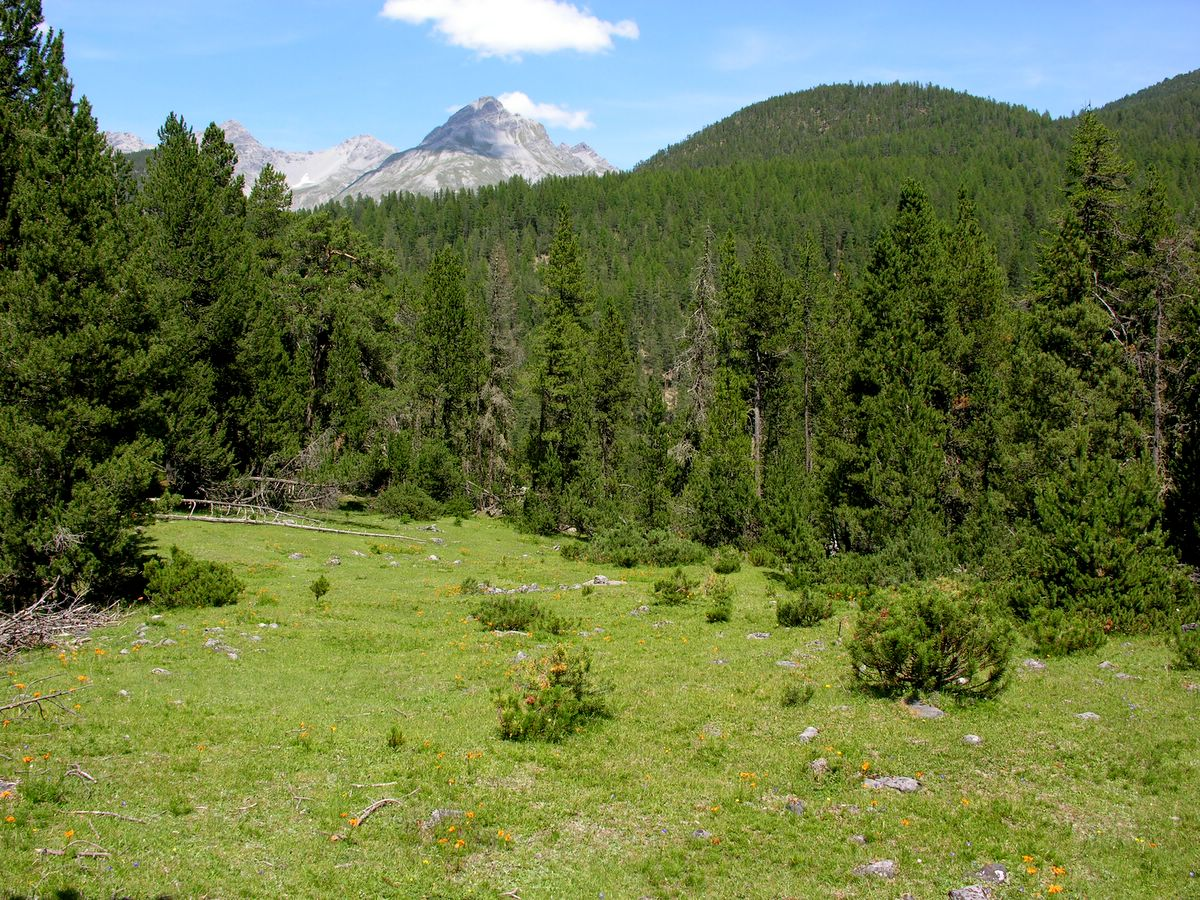
… hat viele …

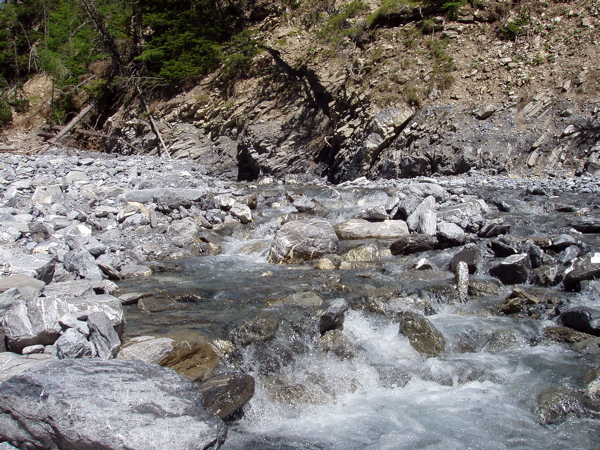
… Gesichter

### Naturbeobachtung
Dass im Park das Verlassen der Wege verboten ist, hat unter anderem zur Folge, dass sich die Tiere an die Menschen gewöhnen und es dadurch zu Beobachtungen auch auf kurze Distanz kommen kann. Wer sich ruhig verhält, kann Steinwild, Rotwild, Gämsen, Murmeltiere, Rehe, Schneehasen, Eidechsen, Schlangen, Insekten und viele Vögel beobachten, vielleicht sogar einen der Bartgeier, die 1991 wieder im Park angesiedelt wurden. Nachdem es mittlerweile zu natürlichen Bruten in der Gegend gekommen ist, wurde die Auswilderung von Zuchttieren 2007 ausgesetzt.
Das Ökosystem des Parks umfasst gesamthaft mehrere tausend Tier- und Pflanzenarten, von unscheinbaren Kleinstlebewesen bis zum Braunbären, der Ende Juli 2005, nach rund 90 Jahren Abwesenheit, wieder in der Schweiz gesichtet wurde. Wie es scheint, ist er von Südtirol aus in den Nationalpark eingewandert. Als Migrationsgast wird er als Teil eines sich fortwährend entwickelnden Ökosystems betrachtet und demnach auch nicht vergrämt. Stattdessen wurden die Informationstafeln um Verhaltensempfehlungen im Falle einer Begegnung mit dem Bären ergänzt. Eine Begegnung mit Wölfen oder Luchsen, die gelegentlich im Park auftauchen, ist eher unwahrscheinlich.
Einfacher zu betrachten ist die üppige Vegetation. Ein Grossteil des Parks steht auf Kalkboden, demnach dominiert in den meisten Gebieten kalkholde Flora. Die meisten Gesteine im Park – Sandsteine, Kalke und Verrucano – sind wie der Dolomit Ablagerungsgesteine. Kristalline Gesteine wie Gneis oder Amphibolit finden sich nur im Gebiet von Macun.

### Forschung
Dank wissenschaftlicher Forschung ist es möglich, die Veränderungen im Nationalpark zu dokumentieren und langfristig zu erforschen. Die Reihe «Nationalpark-Forschung in der Schweiz» veröffentlicht seit 1920 Forschungsresultate aus dem Nationalparkgebiet. Bis heute sind in dieser Reihe 90 Publikationen erschienen.
Das Geographische Informationssystem (GIS) des Nationalparks entstand 1992 aus einer Initiative der Forschungskommission und des Geographischen Instituts der Universität Zürich. Im Laufe der jahrzehntelangen Nationalparkforschung sind umfangreiche und wertvolle Datenreihen entstanden. Diese Daten werden mit aktuellen Beobachtungen ergänzt und im GIS weiterverarbeitet. Langfristige Prozesse können so besser dokumentiert und verstanden werden.
Neben Naturschutz und Forschung kommt Nationalparks eine immer wichtigere Funktion als Bildungseinrichtung zu. Die Informationsangebote des Nationalparks leisten einen Beitrag zum Naturverständnis der Besucher. Unter anderem hierfür verfügt der Park über derzeit acht vollamtliche Parkwächter.
Im Besucherzentrum in Zernez erhält man Informationen über den Park, kann einen begehbaren Murmeltierbau besichtigen oder sich über besondere Naturphänomene im Parkgebiet informieren. Hierzu zählen etwa die Saurierspuren am Piz dal Diavel, der Blockgletscher im Val Sassa und die Solifluktionsböden im Val dal Botsch. Seit Mai 2008 verfügt der Nationalpark über ein neues Besucherzentrum in Zernez mit einer umfassenden Dauerausstellung zur Natur des Nationalparks.

Val Cluoza, aufwärts, von Alp Murtèr. Historisches Bild von Leo Wehrli (1927)

## Geschichte
Basierend auf den Gedanken und Taten von Johann Wilhelm Coaz, der als einer der wesentlichen Pioniere der Nationalparkidee gilt, mehrten sich mit Beginn des 20. Jahrhunderts die Stimmen in der Schweiz, die der fortschreitenden Zerstörung der letzten naturbelassenen Regionen des Landes Einhalt gebieten wollten. Der Bundesrat beauftragte eine Kommission, geeignete Gebiete vorzuschlagen, die dem einstigen Urzustand noch möglichst ähnlich sein sollten. Bald konzentrierte man sich auf die Ofenpassregion in Graubünden. Unter der Führung des Basler Zoologen Paul Sarasin schlugen Mitglieder der Schweizerischen Naturforschenden Gesellschaft, der heutigen SCNAT, 1908 das Val Cluoza vor, das die gewünschten Eigenschaften in hohem Masse in sich vereinigte. Die Gemeinde Zernez als Eigentümerin zeigte sich umso geneigter, als die Region von geringem landwirtschaftlichem Wert war. Nachdem einige Täler ringsum ebenfalls gepachtet werden konnten, wurde 1913 ein Dienstbarkeitsvertrag für 99 Jahre unterzeichnet und im Jahr darauf der Park eröffnet. Damals umfasste er rund 79 km² Fläche, in denen die heutigen Kernzonen schon enthalten waren: Val Cluozza, Ofenpassgebiet und Val Minger.
Der 1909 gegründete Schweizerische Bund für Naturschutz (SBN) übernahm die ersten anfallenden Kosten.
Der Vertrag von 1913 regelte die Pachtzahlungen an die Gemeinden durch die Eidgenossenschaft, die langfristige wissenschaftliche Erforschung durch die Naturforschende Gesellschaft und die Auslagen für Aufsicht und Betrieb durch den SBN. Als dieser die anfallenden Kosten nicht mehr bewältigen konnte, übernahm der Bund diese Aufgabe, der Nationalpark wurde in eine Stiftung umgewandelt.
1959 erfolgte eine Neufassung des Bundesbeschlusses für den Nationalpark. Seitdem laufen u. a. die Verträge unbefristet, der Pachtzins wurde neu geregelt und ein Verbot für Freiluft-Stromleitungen ausgesprochen. Ausserdem ist im Gebiet die Wasserkraftnutzung ausser der bereits bestehenden untersagt, eine Reaktion auf das ab 1957 errichtete Ausgleichsbecken der Spölkraftwerke am Südrand des Parks, das dem Spöl ein Gutteil seines natürlichen Durchflusses genommen hat. 1961 fand die bislang vorletzte Vergrösserung und 'Abrundung' des Parkgebiets statt, 2000 die jüngste mit der Aufnahme der Karseen von Macun, einem Hochtal nordöstlich von Zernez auf rund 2600 m Höhe. Einen Gebietsverlust musste der Park 1936 hinnehmen, als der Pachtvertrag für das Val Tavrü nicht verlängert werden konnte. 1964 wurde mit dem Basler Zoologen Robert F. Schloeth erstmals ein vollamtlicher Direktor angestellt, der die Entwicklung des Nationalparks für die nächsten mehr als 25 Jahre stark mitprägen sollte. In Schloeths Amtszeit fiel 1968 die Eröffnung des Nationalparkhauses in Zernez und 1976 des Naturlehrpfads am Ofenpass, die Verleihung des Europäischen Diploms für geschützte Gebiete (1967) sowie die Ernennung zum ersten Schweizer Biosphärenreservat der UNESCO (1979).
Schon in den ersten Jahren nach der Unterschutzstellung wurde eine rasche Zunahme der Flora und Fauna festgestellt, von 1914 bis 1916 tauchten mehrmals Bären im Parkgebiet auf. Die Zahl der Besucher pendelte in dieser ersten Zeit um 250 pro Jahr. Ab 1920 wurden die Wegeverbindungen im Park verstärkt ausgebaut. Mittlerweile stehen rund 80 km ausgebauter Wege zur Verfügung, darunter zwei alpine Routen.

### Landschaft von nationaler Bedeutung
Gemäss Artikel 5 des Bundesgesetzes über den Natur- und Heimatschutz führt die Schweiz ein Bundesinventar der Landschaften und Naturdenkmäler von nationaler Bedeutung.
- Nr. 1915, Bezeichnung: Schweizerischer Nationalpark und Randgebiete, Jahr der Aufnahme in das Inventar: 1996, Grösse: 29.249 ha – die Region umfasst weite Teile der Sesvennagruppe

#### Probleme des Nationalparks
Die Probleme des Parks hängen insbesondere mit seiner Lage und mit der doch relativ geringen Grösse zusammen. War der Park noch bis Ende der 1950er Jahre ein Geheimtipp für Naturfreunde, so haben seitdem die Besucherzahlen derart zugenommen, dass viele Tiere verstärkt zu nächtlicher Lebensweise übergehen und schwerer zu beobachten sind. Als Beispiel sei die Alp Grimmels bei Ova Spin genannt, auf der heute nur noch Murmeltiere, aber nicht mehr Hirsche und Gämsen beobachtet werden können.
In dem sehr trockenen Parkgebiet verschwinden die Spuren menschlicher Nutzung nur sehr langsam. Auf vielen ehemaligen Alpen findet sich noch heute die typische Viehlägerflora statt der natürlichen Magerrasen. Die Spuren von Bergbau und Kalkbrennerei werden nur langsam von Vegetation überdeckt, ebenso alte Kahlschläge. Unmittelbar vor Eröffnung des Parks hatten einige der avisierten Pachtgemeinden so unmässig viel Holzvorrat geschlagen, dass die Verhandlungen daran beinahe gescheitert wären.
Ein erhebliches Problem stellen Brände dar. Nahe beim Hotel Il Fuorn kann man noch heute eine Brandverwüstung aus dem Jahr 1951 sehen, weil sich die einmal zerstörte Humusschicht nur extrem langsam regeneriert. Im Zuge der Bauarbeiten für das Ausgleichsbecken bei Ova Spin brach 1962 ein Waldbrand aus, der nur mit eingeschlagenen Brandschneisen gestoppt werden konnte und noch zehn Tage lang Kleinbrände nach sich zog. Diese Brände haben die nach wie vor diskutierte Frage aufgeworfen, ob man den Park wirklich von jedem menschlichen Eingriff, auch einem bewahrenden, freihalten soll.
Während der Gämsenbestand fast unverändert geblieben ist, hat sich die Zahl der Hirsche und Rehe seit der Parkeröffnung deutlich erhöht. Verbissschäden treten insbesondere durch den im Winter erhöhten Schalenwildeinstand auf. Auch lockt der Wildbestand immer wieder Wilderer an, die die Lage des Parks im Grenzgebiet Schweiz-Österreich-Italien ausnutzen, um sich einer Verfolgung zu entziehen.